# Carl Sandberg (arkivarie)
Carl Sandberg, född 3 maj 1798 i Norra Sandsjö socken, nuvarande Sävsjö kommun, i Jönköpings län, död 7 mars 1879 i Stockholm, arkivarie, samlare av historiska handlingar. 
Sandberg blev redan vid nio års ålder tvungen att lämna sitt föräldrahem för att själv söka förvärva sitt uppehälle. 1815 erhöll han anställning på häradsskrivarkontoret i Kinds och Redvägs fögderi, och 1823 fick han medfölja sin gynnare, den inflytelserike ledamoten av bondeståndet Anders Danielsson, till Stockholm samt blev genast antagen till e. o. kammarskrivare i Kammarkollegium. Där avancerade han 1839 till kamrerare i arkivkontoret, och 1876 erhöll han avsked med pension. 
Som sekreterare tjänstgjorde Sandberg i den skattekommitté, som tillsattes efter 1830 års riksdag, och i den 1846 tillsatta skatteförenklingskommittén. 1853 utsågs han till medlem av kommittén för undersökning av städernas beskattning. Sandberg avslog 1877 kallelsen till fil. hedersdoktor vid Uppsala universitets jubelfest. 
På sin post i Kammararkivet hade han tillfälle att inhämta noggrann kännedom om källorna till vårt finansväsens historia och att vid studier däri biträda andra forskare. Samtidigt upplade han däri särskilda samlingar, bestående dels av handlingar, hämtade ur arkivet, dels av egna anteckningar. En del av dessa samlingar inlöstes av staten 1856 för 5 000 riksdaler, varjämte för deras vård och kompletterande ett årligt anslag av 500 riksdaler beviljades till och med 1867. Samlingarna, som senare tyvärr inbundits trots sitt disparata innehåll, kallas Sandbergska samlingen och förvaras i Kammararkivet i Riksarkivet.